# الشريف محمد بن عبد الله

## اسمه ونشأته
هو محمد بن عبد الله من أولاد سيدي أحمد بن يوسف فرع قبيلة أهل غسول قرب عين تموشنت، وفي عام 1840 استقر في مدينة تلمسان

## عمله
اشتغل معلما للقرآن في زاوية أولاد سيدي يعقوب التابعة.

## جهاده
اشترك مع الفرنسيين في قتال الأمير عبد القادر، فمنحه الفرنسيون لقب "السلطان" وعينوه خليفة على سكان المنطقة الغربية (1841م). ثم اختلف معهم وتوجه لأداء فريضة الحج (1844 م). كان في بداية نشاطه يتستر بثياب التعبد حتى لا يثير شكوك الفرنسيين حوله وعندما اكتشف أمره عام 1844 غادر تلمسان إلى الإسكندرية ومن هناك اتجه إلى مكة لأداء فريضة الحج، واتصل بعدد من الجزائريين المنفيين والمطرودين والهاربين من الضغط الفرنسي وكان من بينهم " محمد بن علي السنوسي الذي طرد من الجزائر عام 1849.
عاد محمد بن عبد الله إلى الجزائر عام 1850 لإعلان المقاومة مستغلا بذلك ظروف أحداث الثورة فرنسا 1848 والمقاومات التي كانت تندلع هنا وهناك، واستطاع أن يجند العديد من الناس تحت لوائه، لاسيما القبائل الصحراوية. وكانت ورقلة أول هدف وضعه نصب عينيه فاستطاع الاستيلاء عليها وجعلها مركزا لنشاطه، وبعد ورقلة فكر في الاستيلاء على تقرت التي تخضع لسلطنة عائلة ابن جلاب فاتجه إليها وانضم إليه سلطانها السابق سليمان بن جلاب كما انضم إليه سكان متليلي.

## الأغواط
غادر بعدها تقرت واتجه إلى جبل عمور لجمع المزيد من الأنصار. وللقضاء على حركته قام الجنرال راندون بتجنيد 3 فرق كبيرة لمحاربته، فاشتبك معه في معركة عين الرق قتل من الفرنسيين حوالي 200 رجل فاستقبل في الأغواط بعد ان فشل في دخولها من قبل.أظهر بطولة فائقة في الدفاع عن مدينة الأغواط وقصورها خاصة بعد انضمام الناصر بن شهرة، إلى أن سقطت يوم 4/12/1852.
توقف نشاط محمد بن عبد الله إلى غاية فيفري 1853 حين حاول استرجاع الأغواط إلا أنه فشل بعد اشتباكات ومعارك في بريزينة والرويسات.

## تونس
انتقل بعدها إلى تونس ثم عاد مرة أخرى إلى ورقلة في شهر سبتمبر 1854وأخذ يتنقل بين المناطق الصحراوية ويتردد على تونس، إلى أن ألقي عليه القبض بمساعدة الباشا آغا سي بوبكر ولد حمزة، ويجهل المدة التي بقيها مسجونا، ولم يظهر مرة أخرى على مسرح الأحداث إلا بعد انطلاق ثورة أولاد سيدي الشيخ عام 1864. انضم إلى سي الأعلى وسي الزبير وسي محمد وبقي معهم مدة من الوقت ثم اختلف معهم وانسحب إلى تونس لعدة سنوات ولم يظهر إلا اثناء مقاومة الشيخ المقراني 1871 فاتصل بالناصر بن شهرة في تقرت وبوشوشة في ورقلة وربط صلاته بأولاد خليفة الذي شارك معهم في مهاجمة واحة «ليانة» بالزاب الشرقي، ومن هناك عبر الحدود إلى «نفطة» ومنها بئر العليق ثم وادي بودخان ومنه إلى منطقة الكاف التونسية فاعتقله هناك الباي وسجنه عام 1876 بعد حادثة مقتل العربي المملوك حاكم سوف

## وفاته
بعد احتلال تونس عام 1881 غادر بن عبد الله قريته إلى الحدود الشرقية الجنوبية بجوار طرابلس مدة ثم عاد مع باقي المهاجرين إلى الجنوب التونسي إلى أن توفي عام 1895